# Портрет Миколи Олександровича Луніна
Портрет Миколи Олександровича Луніна — портрет роботи Тараса Шевченка виконаний ним аквареллю на бристольському картоні у Санкт-Петербурзі. Розмір 24,6 × 19,5. Справа внизу аквареллю дата і підпис автора: 1838 || Шевченко.
М. О. Лунін (1789 — 1848) — шталмейстер, двоюрідний брат декабриста М. С. Луніна.
Портрет публікувався лише під прізвищем портретованого. Службове становище Луніна було визначено на підставі форми, а його ім'я по батькові встановлено за «Адрес-Календарем» 1838 року та «Списком кавалеров российских императорских и царских орденов всех найменований за 1843 г.» (ч. IV, СПб., 1844, стор. 40).
Картина зберігається в Національному музеї Тараса Шевченка. Попередні місця збереження: збірка К. Є. Маковського, Державний російський музей (Санкт-Петербург), Інститут Тараса Шевченка (Харків), Галерея картин Т. Г. Шевченка.